# L'Arianna
L'Arianna è una tragedia per musica composta da Claudio Monteverdi su libretto di Ottavio Rinuccini. Fu rappresentata per la prima volta al Palazzo Ducale di Mantova il 28  maggio 1608 con Francesco Rasi.

## La tragedia
Articolata in un'unica soluzione con un'introduzione a mo' di prologo (il tutto per una durata di circa due ore e mezzo), l'opera fu di Monteverdi (al tempo maestro di musica alla corte del Serenissimo Duca di Mantova) per i festeggiamenti delle nozze di Francesco IV Gonzaga, figlio di Vincenzo I Gonzaga, con Margherita di Savoia.
Tratta il mito di Arianna e i personaggi rappresentati sono, oltre a quello della protagonista, Teseo, Dorilla, Bacco, Giove, un consigliere di Teseo, un messaggero e un coro di pescatori. Nel prologo figurano Apollo, Venere e Amore.
Composta nello stile della monodia accompagnata, è la seconda opera di questo autore e segue di pochi mesi la rappresentazione della Favola di Orfeo: rientra a tutti gli effetti nel novero delle prime opere liriche composte e rappresentate agli albori del XVII secolo sull'onda dei mutamenti introdotti in campo musicale dal recitar cantando e dagli studi portati avanti a Firenze dalla Camerata Fiorentina conosciuta come Camerata de' Bardi.
Tutte le vocalità sono sconosciute, eccetto quella della protagonista, Arianna, affidata ad un registro sopranile.

## Il "Lamento di Arianna"
La partitura dell'Arianna monteverdiana è andata perduta: ne resta solo la celebre aria conosciuta come Lamento di Arianna, che è uno dei momenti centrali dell'atto unico ed è rappresentata nella scena sesta (secondo il libretto originale).
Si sa che Monteverdi pubblicò la partitura solo nel 1623 in una versione per soprano e basso continuo. Una versione polifonica a cinque voci dello stesso brano fu inclusa nel 1614 nel VI Libro de' madrigali mentre una versione per voce sola e basso continuo ma con testo in lingua latina è contenuta nel Pianto della Madonna della raccolta Selva morale e spirituale del 1641.
Il Lamento di Arianna è considerato uno degli esiti più alti del cosiddetto declamato arioso elaborato da Monteverdi e continuò ad essere oggetto di studio anche nei secoli successivi la morte del compositore. Si apre con l'invocazione Lasciatemi morire:
(dal Lamento di Arianna, scena VII)
Il musicologo Mario Giuseppe Genesi ne ha realizzato una ricostruzione per due soli, Arianna (soprano) e Dorilla (mezzosoprano, coro a cinque voci e basso continuo essenziale barocco che annette al lamento i recitativi e la parte corale.
Il soggetto dell'opera monteverdiana, trattato in un proprio libretto da Vincenzo Cassani, è stato musicato oltre un secolo dopo da Benedetto Marcello in una versione che porta il medesimo titolo di Arianna.
Nel 1908 avviene la prima alla Philharmonie Berlin con l'armonizzazione e orchestrazione di Ottorino Respighi e nel 1995 alla Royal Opera House, Covent Garden di Londra nella revisione e libretto di Alexander Goehr con Susan Graham.